# Der Liebesgarten
Der Liebesgarten ist ein Gemälde des flämischen Malers Peter Paul Rubens, das um 1632 entstand. Es ist heute im Museo del Prado in Madrid zu besichtigen.

## Hintergrund
Das Gemälde ist kein Auftragsbild. Rubens hat es ganz für sich gemalt. Es hat etwas Privates, spiegelt das Lebensgefühl des Malers wider, ist zugleich eine Liebeserklärung an seine zweite Frau, Helene Fourment. 1630 hatte der verwitwete Maler, er war damals schon 53 Jahre alt, die 16-Jährige zur Frau genommen. Der Altersunterschied war auch für damalige Verhältnisse beachtlich, die Ehe verlief jedoch, wie die erste auch, sehr harmonisch. Rubens vertraute kurz nach der Hochzeit einem Freund an:
„Nun lebe ich wieder in ruhiger Beschaulichkeit. […] Freuen wir uns doch der erlaubten Sinneslust, voll Dankbarkeit.“

## Das Gemälde
Auffallend ist, dass die abgebildeten Frauen Ähnlichkeiten aufweisen: der gerade Nasenrücken, die leicht hervorstehenden Augen, die blonden Haare, die Fülle des Körpers. Sie ähneln Helene Fourment, die ihrem Mann oft Modell gestanden hatte. Aber auch die zwei Männer ähneln sich in ihren Gesichtszügen, insbesondere auch durch ihre Kinnbärte. Sie wiederum sehen dem Maler ähnlich – obgleich dieser zur Zeit der Entstehung des Bildes wesentlich älter ausgesehen hat. Es hat den Anschein, dass Rubens in seinem neuen Liebesglück sich verjüngt und seine Gefährtin sowie sich selbst mehrfach im Gemälde verewigt hat.
Das Bild ist nicht, wie man auf den ersten Blick versucht sein könnte, von rechts nach links, sondern von links nach rechts zu lesen. Im linken Teil umfasst der Liebhaber die junge Frau, sie zögert, die Berührung ist vorsichtig, in seiner Haltung und seinem zärtlichen Blick spiegelt sich die Bitte, sie möge ihre Zurückhaltung aufgeben. In der Mitte des Bildes sitzen drei Frauen, sie symbolisieren die unterschiedlichen Formen der Liebe: Die ekstatische, die den Blick aufwärts richtet, die besonnene, die den Betrachter anschaut, die mütterliche mit dem kleinen Amor auf dem Schoß. Nicht von ungefähr befindet sich die junge Frau aus dem linken Bildteil in der Mitte wieder, man beachte das identische, blaue Kleid. Ihr Blick spiegelt neugierige Bereitwilligkeit, sie hat sich von der Liebe in den Bann ziehen lassen. Rechts schließlich schreiten Mann und Frau prachtvoll gewandet die Treppe hinunter. Er hat sie, die selbstbewusst und stolz daherkommt, untergehakt. Die Haltung zeigt es: Sie sind ein Ehepaar geworden.